# Barbazan-Dessus
Barbazan-Dessus är en kommun i departementet Hautes-Pyrénées i regionen Occitanien i sydvästra Frankrike. Kommunen ligger i kantonen Tournay som tillhör arrondissementet Tarbes. År 2022 hade Barbazan-Dessus 164 invånare.

## Befolkningsutveckling
Antalet invånare i kommunen Barbazan-Dessus
| Referens: INSEE |